# Rampage - Furia animale
Rampage - Furia animale (Rampage) è un film del 2018 diretto da Brad Peyton.
La pellicola è basata sull'omonimo videogioco degli anni ottanta prodotto da Midway Games. Tra gli interpreti principali figurano Dwayne Johnson, Naomie Harris, Malin Åkerman, Joe Manganiello, Jake Lacy, Marley Shelton e Jeffrey Dean Morgan.

## Trama
Athena-1, una stazione spaziale di proprietà della società di genetica Energyne, viene distrutta dopo che un topo da laboratorio muta e provoca il caos. Kerry Atkins, l'unico membro dell'equipaggio sopravvissuto, riesce a scappare nella capsula di salvataggio quando la stazione esplode, insieme ai contenitori di agenti patogeni che l'amministratore delegato di Energyne Claire Wyden le ordina di recuperare, ma la capsula si disintegra al rientro, uccidendola e lasciando una scia di detriti negli Stati Uniti. Tre contenitori contenenti l'agente patogeno cadono sulla Terra.
Il primatologo Davis Okoye, ex soldato delle forze speciali e membro di un'unità anti-bracconaggio, lavora al San Diego Wildlife Sanctuary. Ha stretto amicizia con un raro gorilla di pianura occidentale bianco di nome George che ha salvato dai bracconieri che hanno ucciso sua madre e comunica con lui usando il linguaggio dei segni. Durante la notte i tre contenitori col patogeno precipitano in tre diversi luoghi entrando in contatto con tre diversi animali: uno da un coccodrillo americano nelle Everglades, un altro atterra in una foresta del Wyoming da un lupo e l'ultimo nell'habitat di George.
Il giorno dopo Davis scopre che George è diventato più grande e aggressivo, da essere entrato nella gabbia di un orso grizzly e averlo ucciso, trovano anche i resti del contenitore del patogeno, ormai vuoto. L'uomo viene raggiunto dalla dottoressa Kate Caldwell, un'esperta di genetica che ha visto la notizia in TV, ma George fugge dalla gabbia in cui era stato rinchiuso diventando sempre più grosso e feroce e si scatena nella riserva. George si calma, grazie a Davies, ma viene presto catturato da una squadra governativa guidata dall'agente Harvey Russell e messo su un aereo Boeing C-17 Globemaster III. Nel frattempo, Claire e suo fratello Brett assoldano un gruppo di mercenari dopo aver localizzato uno dei contenitori del patogeno nel Wyoming. Scoprono anche il lupo mutato Ralph, ma nel tentativo di catturarlo finiscono uccisi e mangiati. 
Claire, sperando di catturare i mutanti, fa installare e mettere in funzione un enorme trasmettitore in cima alla Willis Tower per attirare gli animali - progettati per rispondere in modo aggressivo a una certa frequenza radio - a Chicago, incurante dell'enorme rischio per le vite dei civili. George reagisce violentemente al suono e fa schiantare l'aereo, anche se Davis, Kate e Russell si paracadutano per mettersi in salvo. George sopravvive allo schianto e si unisce a Ralph mentre si dirigono verso Chicago, Davis notando lo strano comportamento dei due animali (infatti non si attaccano ma procedono assieme) capisce che c'è sotto qualcosa. Kate spiega che l'agente patogeno è stato sviluppato da Energyne per riscrivere i geni su vasta scala, aveva sperato di far avanzare la ricerca sul CRISPR come potenziale cura per le malattie, ma scoperti i piani di Energyne di usarlo come arma biologica è stata ingiustamente incarcerata e mentre scontava la pena suo fratello malato terminale morì, dice di aver nascosto nel palazzo Energyne la cura per George; Davis confessa che dopo aver visto gli orrori degli uomini sui suoi simili e gli animali di non fidarsi molto delle persone, ma Kate gli dice che il piccolo George scelse di fidarsi di lui, quindi da una possibilità alla donna, i due vengono aiutati da Russell a rubare un elicottero militare.
Arrivati a Chicago, trovano George e Ralph che si scatenano per la città mentre i militari lottano per contenerli. La situazione peggiora quando il coccodrillo mutato, Lizzie (che avendo ingerito il patogeno a differenza degli altri è diventata più grossa), si unisce al duo, causando ancora più vittime. Davis e Kate si infiltrano nella base operativa di Energyne presso la torre e ne prendono diverse fiale, ma vengono catturati dai Wyden mentre Claire rivela che l'antidoto elimina l'aggressività e ferma la crescita, per poi sparare a Davis, ferendolo. Quando George sale in cima alla torre, Kate fa scivolare una fiala nella borsetta di Claire e la spinge verso George, che la divora insieme alla fiala, riportandolo alla ragione. In basso, Russell prende le prove incriminanti da Brett, che viene schiacciato dalla caduta di detriti. Mentre la torre danneggiata crolla, Davis e Kate sopravvivono facendo atterrare l'elicottero sulla Federal Plaza.
Davis rimane per aiutare George a sconfiggere gli altri animali, mentre Kate e Russell si precipitano per impedire ai militari di schierare un MOAB contro di loro. George combatte contro Ralph, che Davis inganna facendolo avanzare verso Lizzie, che lo decapita usando le sue mascelle. Lizzie insegue Davis, ma George interviene in tempo perché Davis la paralizzi usando le granate. Lizzie però sopravvive e ha la meglio su George, che viene trafitto da alcuni detriti. Davis distrae Lizzie, ma prima di essere ucciso George lo salva trafiggendo il rettile a un occhio con un'asta di metallo, uccidendolo.
Con la minaccia neutralizzata, l'attacco aereo viene interrotto. In seguito, George e Davis, raggiunti da Kate e Russell, aiutano a ripulire la città dai detriti e salvano i civili.

## Produzione

### Sviluppo
La Warner Bros. acquisì i diritti per l'adattamento cinematografico del gioco Rampage nel 2009, come parte della acquisizione della Midway Games per 33 milioni di dollari. Il progetto per la realizzazione del film fu annunciato nel novembre 2011, con John Rickard come produttore. Nel giugno 2015, il sito Deadline.com annunciò che Dwayne Johnson era stato scelto come protagonista.  A luglio, fu annunciato che la New Line aveva inteso il regista Brad Peyton per dirigere il film. 
Il 25 gennaio 2017 l’Hollywood Reporter annunciava che Naomie Harris si sarebbe aggiunta al cast nel ruolo di una genetista di grande fibra morale. 
Il 9 febbraio sempre l'Hollywood Reporter annunciava che Joe Manganiello e Marley Shelton entravano nel cast, Manganiello nel ruolo del leader di un gruppo militare privato e Marley Shelton in quello di una scienziata ed astronauta.
Qualche giorno dopo si aggiungevano al cast anche Jake Lacy e Breanne Hill.
Il 16 marzo 2017 veniva annunciato che anche Malin Åkerman si sarebbe unita al cast dell’adattamento cinematografico di Rampage per interpretare l’antagonista del film.
Ad aprile Jeffrey Dean Morgan veniva scelto per interpretare l'Agente Russell.

### Sceneggiatura
La sceneggiatura originale è stata parzialmente riscritta su richiesta di Dwayne Johnson. Infatti al termine di Rampage - Furia animale il gigantesco gorilla George sarebbe dovuto morire, sacrificandosi per salvare il mondo, ma Johnson ha insistito affinché il copione venisse cambiato a favore di un lieto fine, minacciando di lasciare il film, quando gli è stato offerto, se fosse stata confermata la conclusione originale.

### Effetti speciali
Le spettacolari creature di Rampage - Furia animale sono state rese vive dal capo coordinatore VFX Colin Strause (San Andreas, X-Men - Apocalisse) insieme alla compagnia di effetti speciali digitali Weta Digital (Il Signore degli Anelli), vincitrice di ben cinque premi Oscar, che aveva dato vita anche alle scimmie di L'alba del pianeta delle scimmie, Apes Revolution - Il pianeta delle scimmie e The War - Il pianeta delle scimmie. Per portare alla vita il personaggio di George, sono state impiegate circa 30 telecamere speciali utilizzate per riprendere i movimenti dell'attore Jason Liles, il quale indossava una apposita tuta per la motion capture e un elmetto in grado di registrare ogni movimento ed espressione facciale. Liles ha studiato per mesi i gorilla per prepararsi a interpretare il ruolo di George.

## Promozione
Il primo trailer originale è stato presentato il 16 novembre 2017, seguito poche ore dopo da quello italiano.

## Distribuzione
Il film è stato distribuito nelle sale cinematografiche statunitensi il 13 aprile 2018 e in quelle italiane il 12 aprile 2018.
Inizialmente la data di uscita del film era prevista per il 20 aprile 2018, ma venne anticipata a seguito dello spostamento della data di uscita di Avengers: Infinity War dal 4 maggio al 27 aprile.

## Accoglienza

### Incassi
Il 12 aprile 2018 Rampage - Furia animale debutta al primo posto al box-office italiano, incassando 142.000 euro, con oltre 42.000 spettatori, arrivando poi a totalizzare 1.255.042 euro in Italia nel primo week-end di programmazione.
Nel week-end d'esordio negli Stati Uniti il film ha incassato 34,5 milioni di dollari, classificandosi al primo posto anche al box office statunitense.
A livello globale ha debuttato con un incasso di ben 148,6 milioni di dollari nel primo week-end, dei quali 55 milioni in Cina.
Al 16 maggio 2018 il film ha incassato globalmente 400 milioni di dollari, di cui 90,5 milioni negli Stati Uniti.

### Critica
Sull'aggregatore di recensioni Rotten Tomatoes il film ha un indice di gradimento del 51%, con un voto medio di 5,3 su 10 basato su 283 recensioni. Il commento del sito recita: "Rampage - Furia animale non è divertente tanto quanto la sua fonte di ispirazione, ma il completo trasporto da videogioco del film potrebbe soddisfare gli spettatori che hanno voglia di un blockbuster senza impegno". Su Metacritic ha un voto di 45 su 100 basato su 46 recensioni.

## Differenze con il videogioco
Nel videogioco, George, Ralph e Lizzie sono due uomini e una donna che, a causa di esperimenti scientifici, si sono tramutati in mostri, rispettivamente un gigantesco gorilla simile a King Kong, un lupo mannaro gigante e un dinosauro femmina bipede/lucertola gigante; invece nel film sono un gorilla, un lupo e un coccodrillo che comunque muteranno in enormi bestie inferocite. Inoltre anche alcune caratteristiche delle creature di Rampage - Furia animale differiscono abbastanza con quelle delle loro controparti videoludiche:
- nel gioco George è marrone, nel film è bianco;
- nel gioco Ralph non presenta l’abilità di planare o di lanciare aculei dalla coda; inoltre è un lupo mannaro che cammina con andatura bipede, non un lupo quadrupede come nella pellicola;
- nel film Lizzie è decisamente più grande di George e Ralph, a differenza del gioco dove è grande come gli altri mostri.

Tra l’altro all’inizio del film compare un ratto geneticamente modificato che è molto probabilmente un riferimento a Larry, personaggio giocabile esclusivo della versione Atari Lynx del gioco originale.